# Star Trek Pinball
Star Trek Pinball es un videojuego de pinball basado en la franquicia Star Trek, desarrollado por Sales Curve Interactive y publicado por Interplay para DOS en 1998.

## Recepción
El juego recibió críticas desfavorables. Next Generation dijo: "Al final, Star Trek Pinball es algo que debe evitarse, al menos hasta que llegue a los contenedores de ofertas".